# Stacey Solomon
Stacey Solomon, née le 4 octobre 1989, est une chanteuse britannique, issue de la sixième saison du télé-crochet britannique The X Factor, dont elle termine troisième, derrière Joe McElderry et Olly Murs.
Elle a également participé à l'émission I'm a Celebrity... Get Me Out of Here! 10, qu'elle a remportée en 2010. Elle présente l'émission Sing If You Can, en compagnie de Keith Lemon.

## Discographie

### Albums
| Titre | Détails                                                                            | Classement |
| Titre | Détails                                                                            | UK         |
| ----- | ---------------------------------------------------------------------------------- | ---------- |
| Shy   | - Released: 18 avril 2015 - Format: Digital download, CD - Label: Conehead Records | 45         |

### Singles

#### artiste principal
| 2011                                                         | "Driving Home for Christmas" | 27 | 41 | NC  |
| 2015                                                         | "Shy"                        | —  | —  | Shy |
| "—" denotes a single that did not chart or was not released. |                              |    |    |     |

#### Co-artiste
| Année | Titre                                                   | Classement | Classement | Classement | Album |
| Année | Titre                                                   | UK         | IRE        | SCO        | Album |
| ----- | ------------------------------------------------------- | ---------- | ---------- | ---------- | ----- |
| 2009  | "You Are Not Alone" (as part of The X Factor finalists) | 1          | 1          | 1          | NC    |